# Evangelische Kirche (Rehweiler)

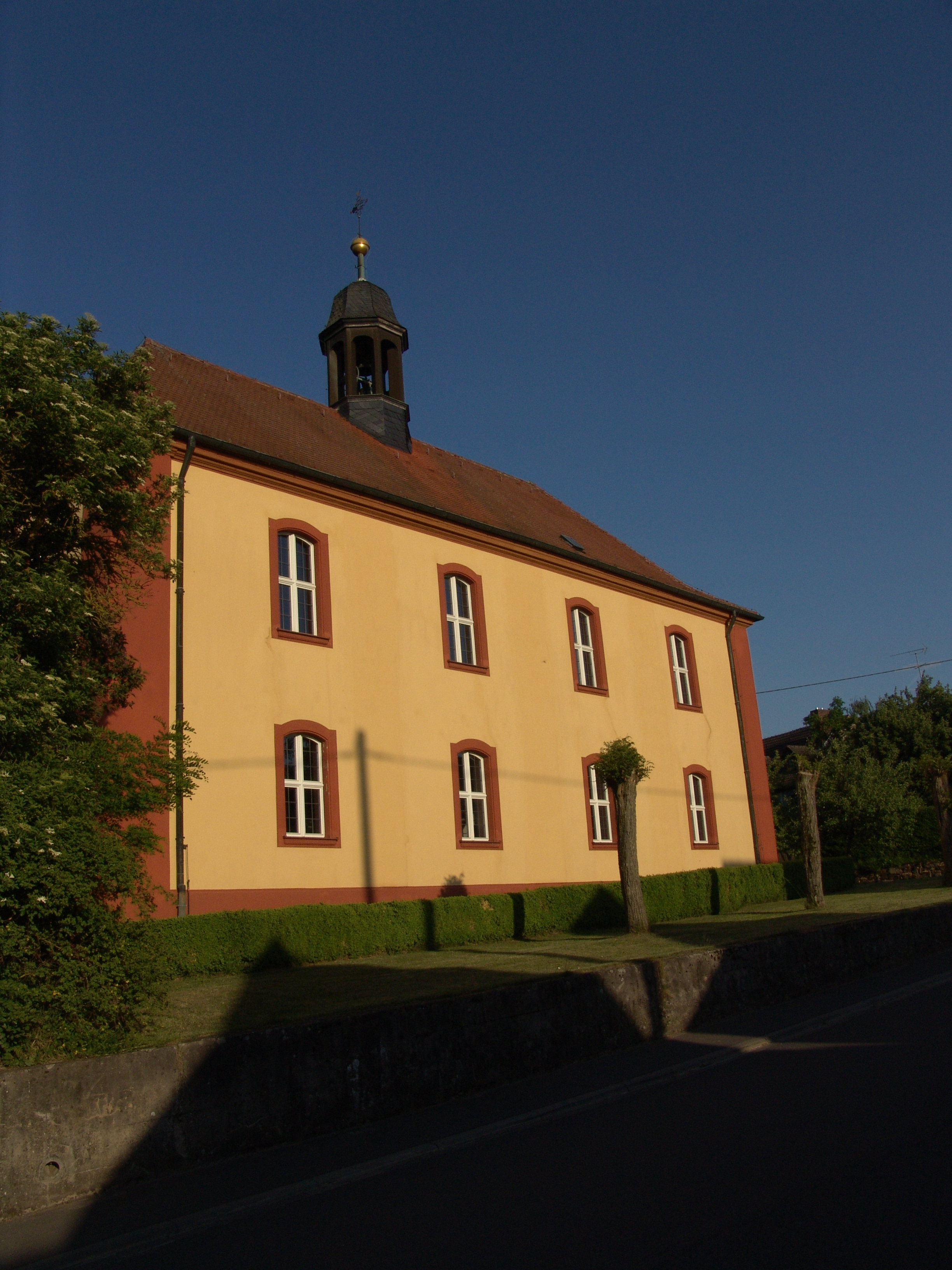
Die Kirche in Rehweiler

Die Evangelische Kirche (ehemals St. Matthäus) im unterfränkischen Dorf Rehweiler ist die einzige Herrnhuter Saalkirche Bayerns. Sie wurde am Rande der pietistischen Schlösslein-Kolonie errichtet. Die Kirche ist Teil des Dekanats Castell.

## Geschichte
Aufgrund der Größe des Ortes existierte bis ins 18. Jahrhundert wohl kein Kirchengebäude in Rehweiler. Das kleine Steigerwalddorf wurde außerdem im 15. Jahrhundert verlassen und lag lange Zeit wüst. Unter dem Grafen Johann Friedrich zu Castell-Rüdenhausen wurde das Gut und das Dorf Rehweiler dann in der ersten Hälfte des 18. Jahrhunderts wiederbesiedelt. Zu diesem Zeitpunkt war der Ort immer noch nicht mit einem Gotteshaus ausgestattet.
Dies änderte sich erst, als 1734 Ludwig Friedrich zu Castell-Remlingen Rehweiler als Allodialgut erwarb. Der Graf war den Ideen des Pietismus zugetan und plante hier eine Dependance der Herrnhuter Brüdergemeine zu errichten. Zunächst hielt man Predigten in verschiedenen Häusern des Ortes, bevor man 1735 mit dem Bau einer Kirche begann. Sie wurde als Herrnhuter Saalkirche geplant und ist somit heute das einzig erhaltene Gotteshaus dieser Art in Bayern.
Die Kirche wurde allerdings erst im Jahr 1774 fertiggestellt, als die Blüte der Brüdergemeine bereits vorbei war. Fortan wurde sie zur evangelischen Pfarrkirche für die Gemeinde umgewandelt. Während der Zeit des Nationalsozialismus entstand der Kirchenchor Rehweiler. Eine umfassende Renovierung fand zwischen 1973 und 1975 statt. Ziel dieser Erneuerung war die Wiederherstellung des alten Charakters der Kirche, ein Altar des 18. Jahrhunderts wurde deshalb entfernt. Das Bayerische Landesamt für Denkmalpflege ordnet die Kirche als Baudenkmal ein.

## Architektur
Die Kirche präsentiert sich als Saalbau. Die Durchleuchtung des Gebäudes wird durch die zweigeschossige Fensteranordnung garantiert. Der Eingang befindet sich im Osten des Gebäudes, während im Westen vier Fensterreihen eingebaut wurden. Das Gotteshaus schließt mit einem Walmdach ab. Ein Dachreiter wurde in der Mitte des Gebäudes angebracht. Er ist achteckig und besitzt eine große Kuppel. Als Querkirche ist die Ostung des Gebäudes äußerlich nicht erkennbar.

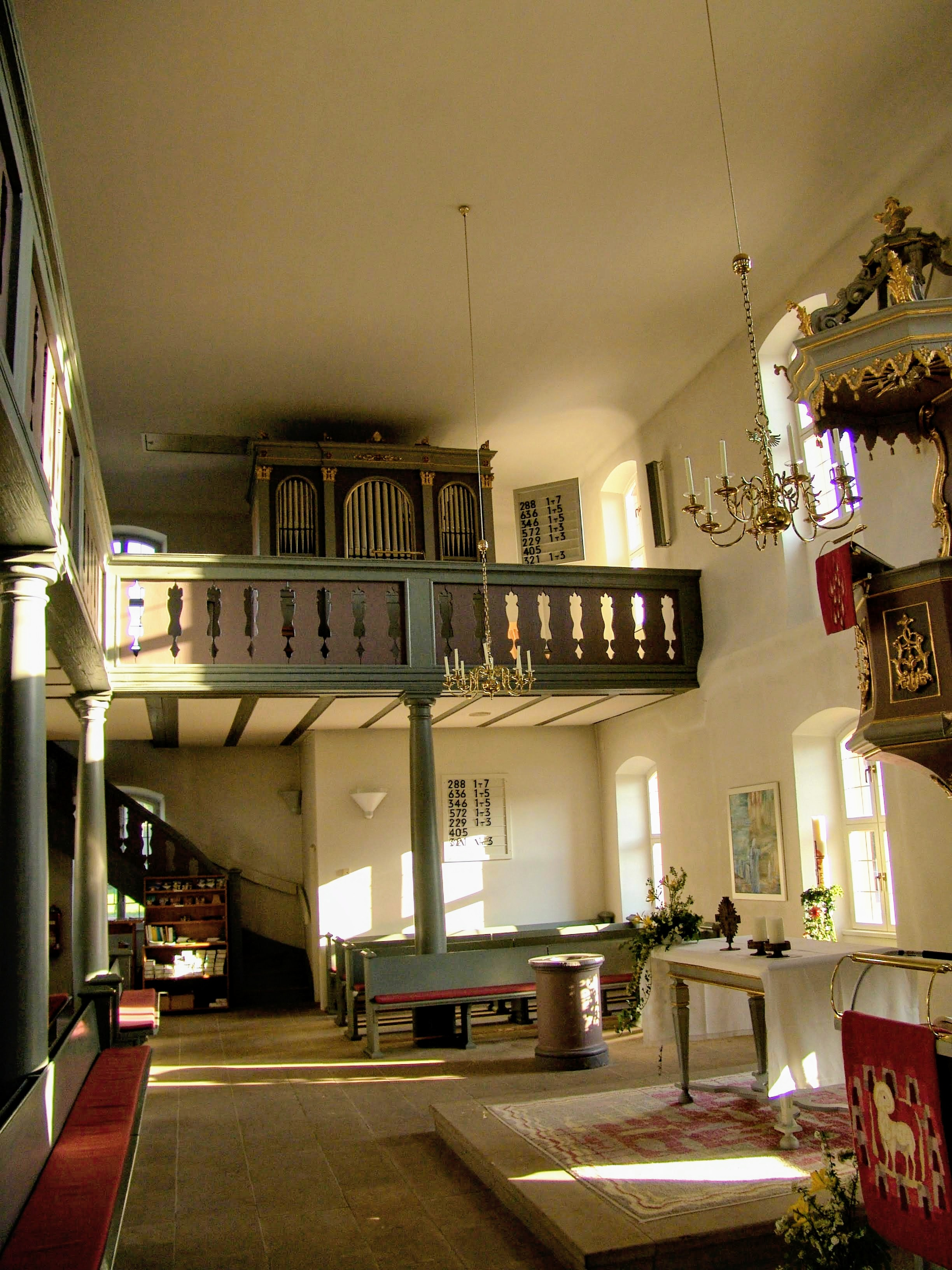
Kirchraum mit Orgel

## Ausstattung
Die ursprüngliche Ausstattung, bestehend aus einem Altar, einer Kanzel und einer kleinen Orgel kam 1774 in die Kirche. Im Zuge der Renovierung in den siebziger Jahren wurde allerdings der Rokokoaltar entfernt und als Leihgabe auf den Schwanberg verbracht. Ein schlichter Altartisch ersetzte ihn. Die Kanzel, ebenfalls eine Rokokoarbeit, besitzt als Stuckzier goldenes Rankwerk an Aufgang, Schalldeckel und Sockel. An drei Seiten umgeben Emporen das Kircheninnere. Die heutige Orgel ist ein Werk der Orgelbaufirma G. F. Steinmeyer & Co. aus dem Jahr 1885. Sie besitzt 8 Register auf einem Manual und Pedal und mechanische Kegelladen.